# گری سوتر
گری سوتر (انگلیسی: Gary Suter؛ زادهٔ ۲۴ ژوئن ۱۹۶۴) بازیکن هاکی روی یخ اهل ایالات متحده آمریکا است.
وی همچنین برندهٔ جوایزی همچون جام استنلی شده‌است.
از باشگاه‌هایی که در آن بازی کرده‌است می‌توان به کلگری فلیمس اشاره کرد.